# ماريا فرانسيسكا من أورليان-براغانزا
د. ماريا فرانسيسكا من أورليان-براغانزا (8 سبتمبر 1914 - 15 يناير 1968) هي أميرة برازيلية بالميلاد، وأصبحت دوقة براغانزا أسمياً من خلال زواجها من دوارتي نونو، هي أبنة بيدرو دي ألكانتارا، أمير غراو-بارا وإيزابيل دوبرزنسكي، وأيضا هي والدة دوارتي بيو دوق براغانزا الحالي.